# سرو شل‌برگ
سرو شُل‌برگ(نام علمی: Athrotaxis laxifolia) نام یک گونه از سرده انبوه‌رده‌ها است.